# Schloss Hellenstein

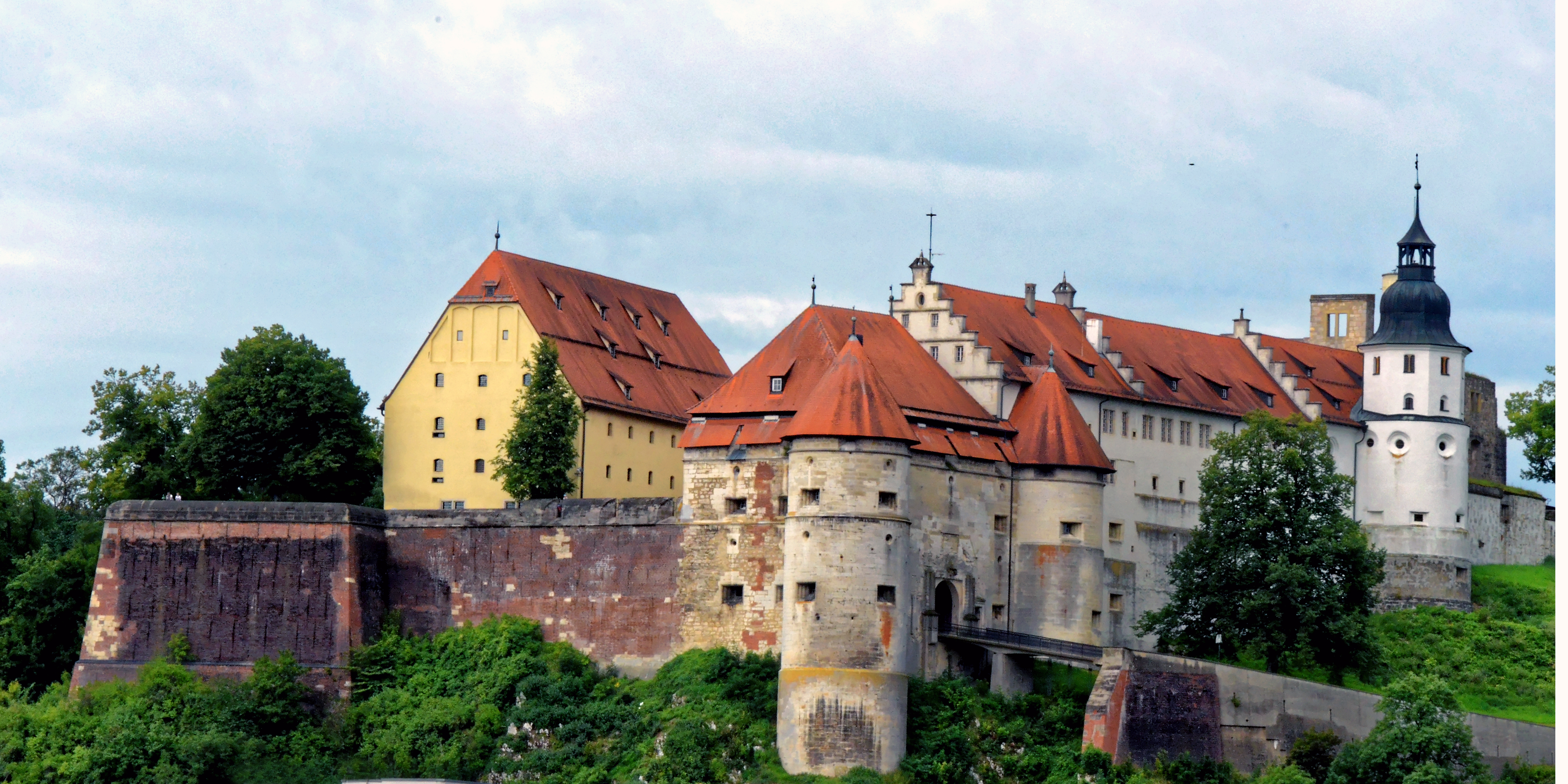
Schloss Hellenstein

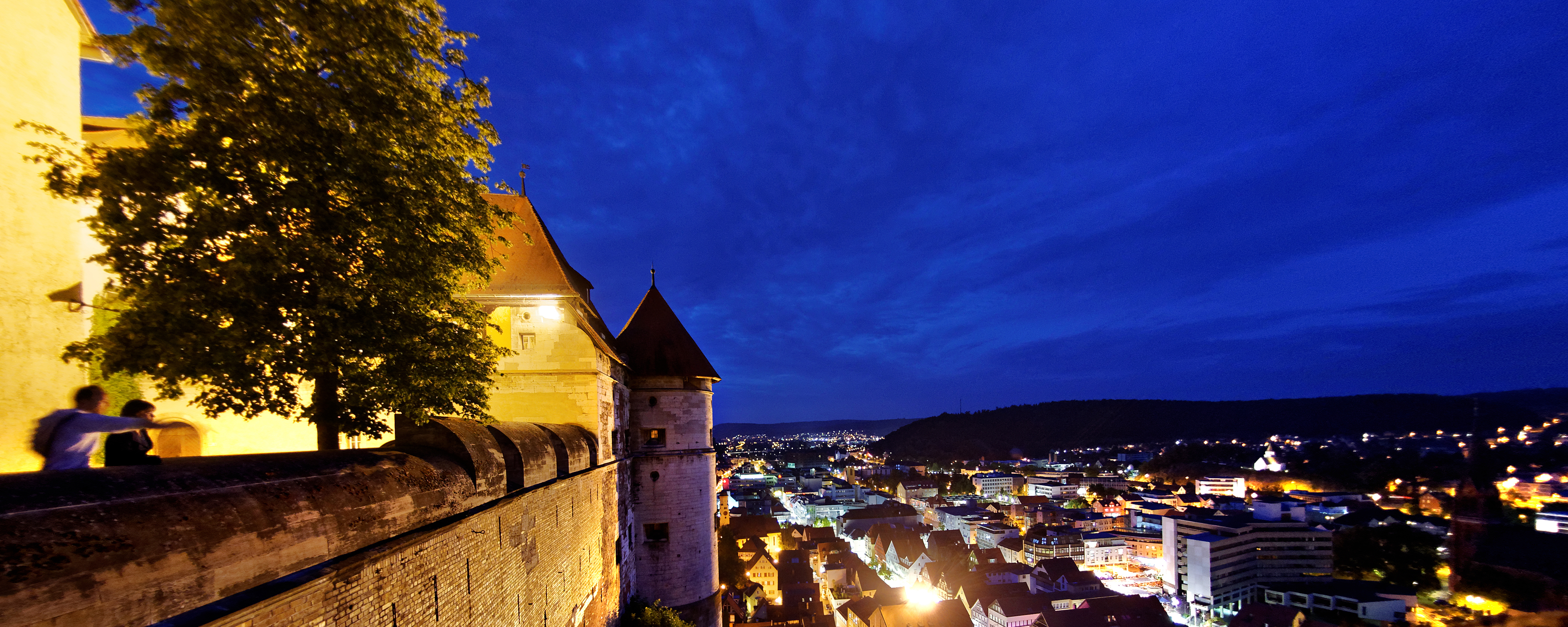
Blick vom Schloss am Abend auf Heidenheim.

Schloss Hellenstein ist eine oberhalb der Stadt Heidenheim an der Brenz gelegene Festungsanlage. Sie war ursprünglich Stammsitz der Herren von Hellenstein – später wechselten die Besitzverhältnisse. Im Spätmittelalter war die Anlage unter bayerischer Kontrolle. Seit Beginn der Neuzeit war sie dann unter württembergischer Führung.

## Geschichte

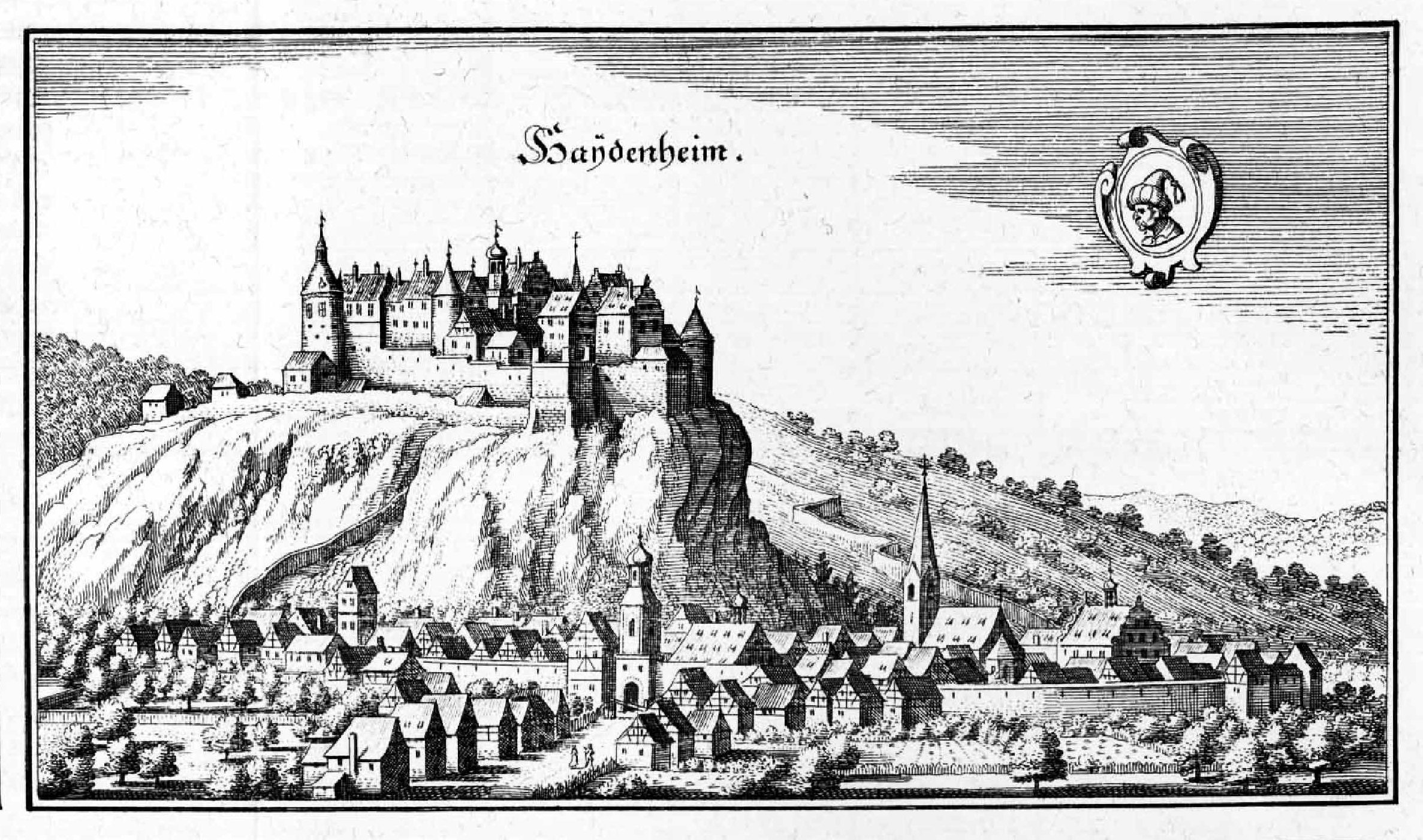
Das Schloss im 17. Jahrhundert

Wappen der Hellenstein nach Gustav Adelbert Seyler, 1911

### Burg
1096 begann der Bau durch den Staufer Gozpert de Halensteine. Er war Großvater von Tegenhardus de Haelenstein oder auch Degenhard von Hellenstein, der ein Gefolgsmann des Stauferkaisers Friedrich I. Barbarossa war. Degenhard erweiterte die Burg wesentlich. Zahlreiche Buckelquader in den Mauern des Rittersaales können dieser Phase zugeordnet werden. 1273 endete die Herrschaft der Hellensteiner. Danach wechselte die Burg mehrfach den Besitzer. Von 1351 bis 1448 waren die Grafen von Helfenstein die Burgherren. 1450 wurde die Burg bayerisches Besitztum. 1503 gelangte die Burg als Mittelpunkt der Herrschaft Heidenheim unter die Regierung des Hauses Württemberg. Am 5. August 1530 brannte sie bis auf die Grundmauern nieder, der Wiederaufbau durch Herzog Ulrich von Württemberg fand in den Jahren 1537 bis 1544 statt.

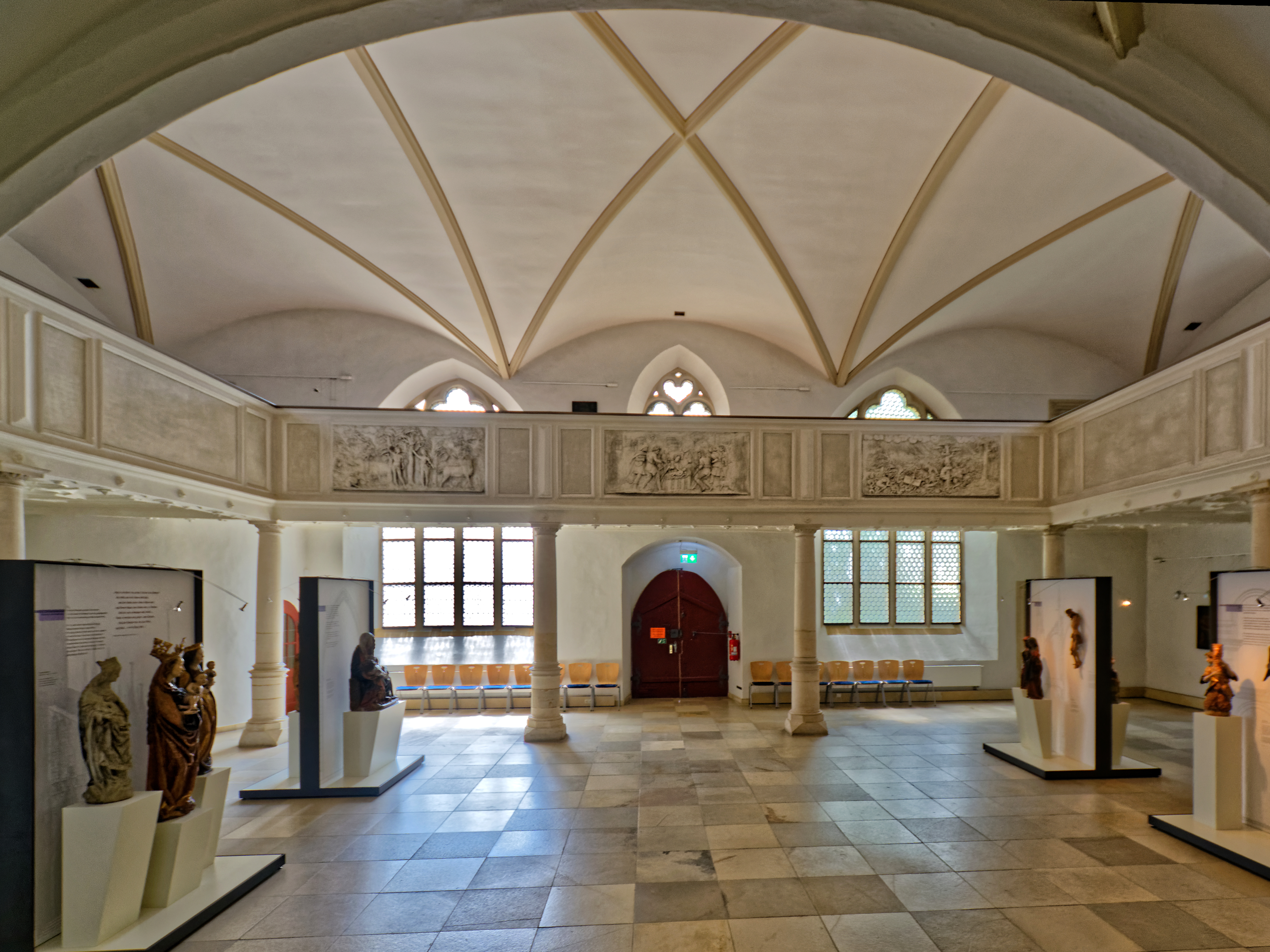
Blick in die ehemalige Schlosskirche.

### Schloss mit ehemaliger Schlosskirche
Als 1593 Herzog Friedrich I. von Württemberg an die Macht kam, entschloss er sich, östlich an die mittelalterliche Burg ein Schloss anzubauen. Den Planungsauftrag bekam 1598 Baumeister Heinrich Schickhardt. Durch Türme und Basteien wurde der Schlossbereich vergrößert; Schickhardts Kollege Elias Gunzenhäuser errichtete dabei 1605 eine Schlosskirche im Renaissance-Stil nach dem Vorbild der Schlosskirche im Stuttgarter Alten Schloss, und zwar als Querkirche samt einer dreiseitigen Empore und einer Altarapsis. Sie ist heutzutage als Kirche entwidmet sowie profaniert und beherbergt seit 1901 ein städtisches Museum. Zwei mit reichem Säulen- und Wappenschmuck versehene Türme bildeten den Zugang zur Schlossanlage. Zur Stadt hin wurde sie von Geschütztürmen flankiert.
Als Fürstensitz beherbergte das Schloss als Gäste u. a. Wallenstein (1630), Eugen von Savoyen (1702) und Karl von Österreich-Teschen (1796).

### Kindlesbrunnen

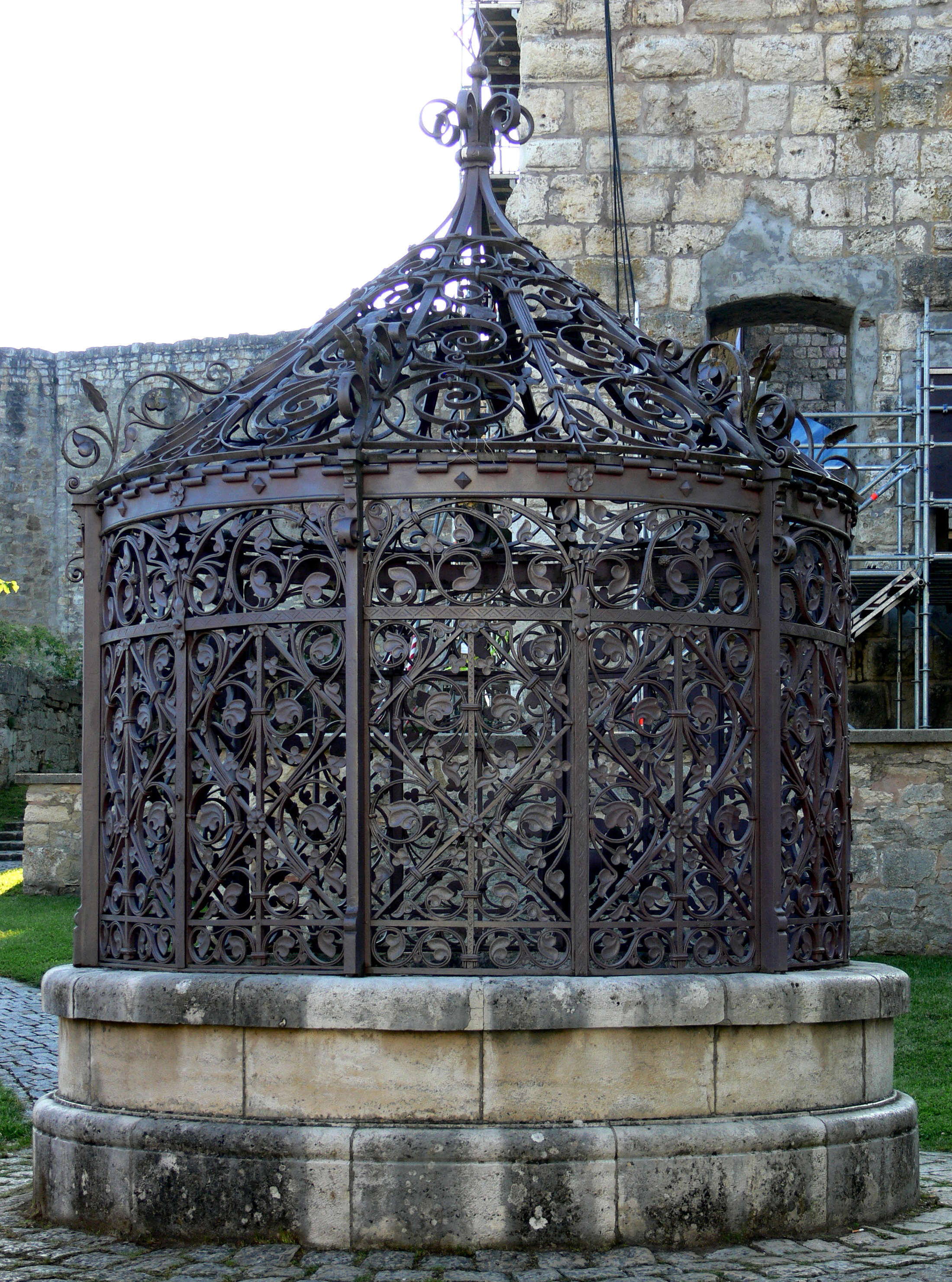
Ein großes Eisengitter schützt den 78 Meter tiefen Kindlesbrunnen

Im südlichen Teil der Burg befindet sich das „Brunnengärtle“ mit seinem 78 Meter tiefen „Kindlesbrunnen“. Der Burgbrunnen wurde von 1666 bis 1670 von Königsbronner Bergknappen gegraben. Nach dem Dreißigjährigen Krieg musste die Wasserversorgung des Schlosses neu gesichert werden, weil das bestehende Leitungssystem von Baumeister Elias Gunzenhäuser, zerstört worden war. Das ältere Leitungssystem hatte die Burg aus der 80 Meter tiefer gelegenen Brunnenmühlenquelle versorgt. Die Grabungen verursachten Kosten von etwa 6750 Gulden (nach heutiger Kaufkraft 500.000 €).
Einer örtlichen Legende nach entstammen die Heidenheimer Neugeborenen dem Kindlesbrunnen.

### Verfall und Abbruch

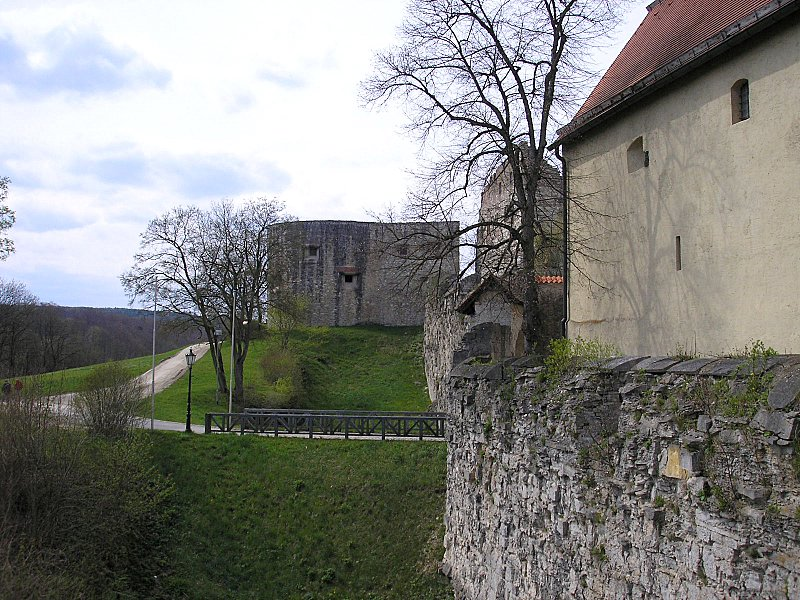
Südseite mit dem Batterieturm

Die Burganlage verlor im Verlauf des 18. Jahrhunderts zunehmend an Bedeutung. Ab etwa 1762 gab die herzogliche Kameralverwaltung kein Geld mehr für die Renovierung aus. Die Anlage verfiel zusehends zur Ruine und wurde schließlich 1797 zum Abbruch freigegeben.
Im Jahre 1810 wurde das obere Geschoss des Batterieturms (runder Turm) abgetragen. Dabei gingen Wand- und Deckenmalereien des bayerischen Hofmalers Friedrich Sustris verloren, der 1593 persönlich von Friedrich I. von Württemberg mit der Ausmalung des Saals im Obergeschoss beauftragt worden war. 1820 genehmigte das Finanzministerium sogar den Verkauf und Abbruch des Dachwerks und des Einbaus des alten Bergschlosses. Teile der Burg, die zum herzoglichen Bauwesen gehörten und die stufenförmigen, steinernen Giebel des Bergfrieds wurden der Ansicht wegen stehen gelassen. Im Zuge des Wiederaufbaus der 1821 ausgebrannten Papierfabrik Völter wurde die Burganlage für die Gewinnung von Baumaterialien, wie Holz und Stein, genutzt. Mit der Zeit verschwanden somit die originalen Buckelquader aus der Zeit der Staufer und der mit Ornamenten verzierte Aufsatz des Südportals. 1837 verbot die königliche Bauverwaltung schließlich, weitere Steine aus den Mauern herauszubrechen.

## Heidenschmiede

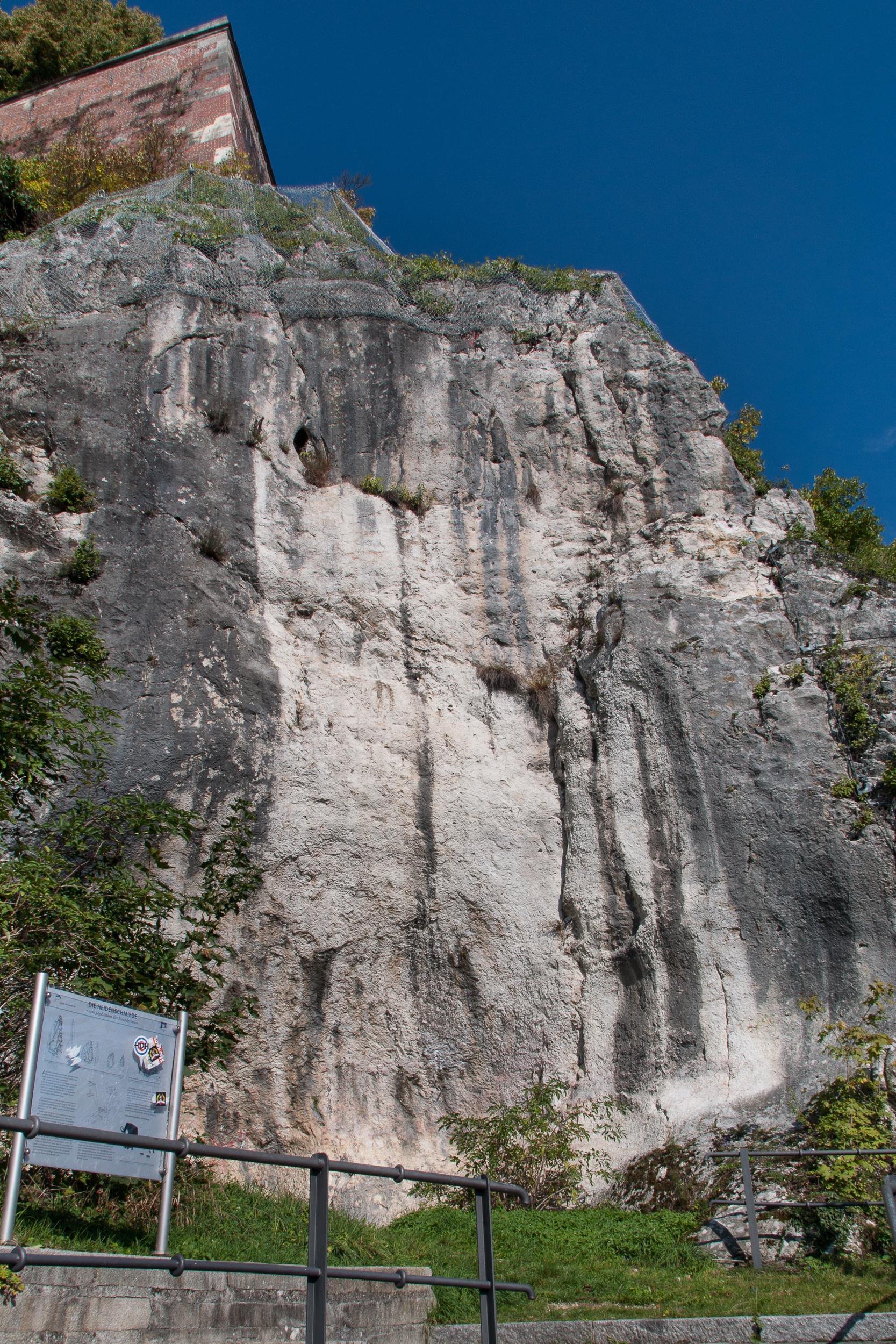
Inzwischen gut zugänglich gemacht und touristisch beschildert, direkt unter dem Schloss Hellenstein gelegen: die Heidenschmiede

Die Heidenschmiede ist ein Abri im südöstlichen Kalkfelsenmassiv, auf dem das Schloss Hellenstein errichtet wurde. Der Abri erwies sich nach seiner neuzeitlichen Entdeckung durch Hermann Mohn 1928 als bedeutender mittelpaläolithischer Fundplatz der baden-württembergischen Urgeschichte. Die Heidenschmiede wurde somit bereits vor etwa 70.000 bis 50.000 Jahren im Jung-Acheuléen von Neandertalern aufgesucht, die sich dort vermutlich immer nur kurzzeitig zur Herstellung von Werkzeugen aufhielten. Zu Ehren des Entdeckers Hermann Mohn führt seit 1990 der Hermann-Mohn-Weg vom ehemaligen Wohnhaus der Familie Mohn in der Schlossstraße über das Zwetschgagärtle auf das Schloss Hellenstein und zur Heidenschmiede.

## Die Museen

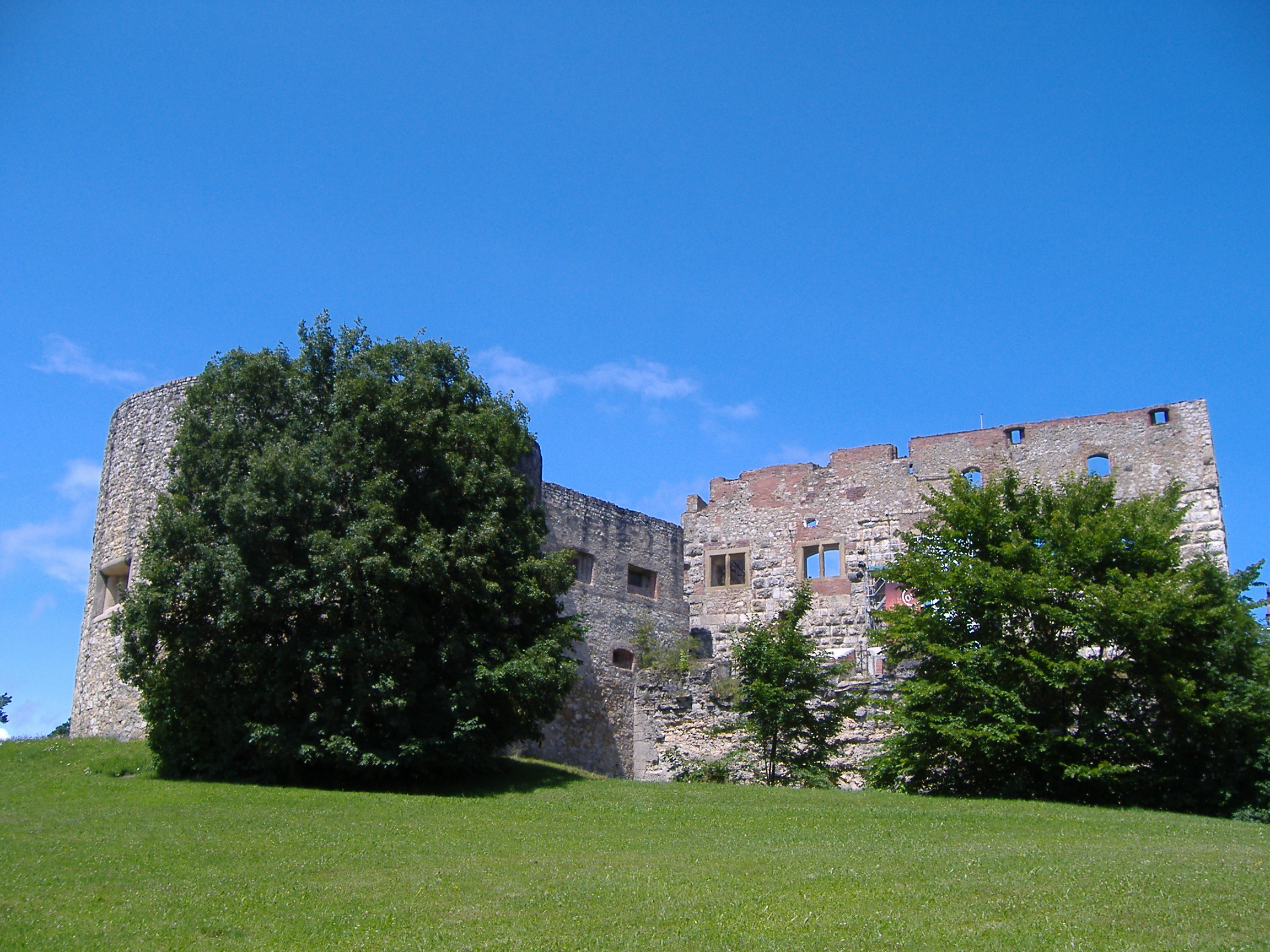
Ruine des Rittersaals

### Heimatmuseum
Im Jahr 1900 wurde in der ehemaligen Schlosskirche die Sammlung heimatkundlicher und kulturhistorischer Gegenstände ausgestellt. Im Folgejahr wurde dort das Heimatmuseum des Heimat- und Altertumsvereins eröffnet. Eugen Gaus, der den Heimat- und Altertumsverein gründete, übergab dem Museum Artefakte und Ausgrabungsfunde aus seinem Privatbesitz.
Als Alfred Meebold seine Indische Sammlung stiftete, mussten die Räumlichkeiten erweitert werden. Der Obervogteisaal, das obere Turmzimmer, die Remise und der Keller wurden Teil des Heimatmuseums. Von 1956 bis 1960 wurde das Museum in drei Etappen neu gestaltet. Später wurde ein Taxi von der Daimler-Motoren-Gesellschaft im Museum ausgestellt. Anlässlich seines 75-jährigen Jubiläums investierte der Heimat- und Altertumsverein in den Ausbau und die Einrichtung des ehemaligen Zeughauses.
Ferner ist im Schloss seit 1977 die Iglauer Heimatstube untergebracht.

### Landesmuseum
Zwischen 1982 und 1986 ließ die Stadt Heidenheim den Fruchtkasten sanieren, 1987 eröffnete sie das Museum für Kutschen, Chaisen, Karren, ein Zweigmuseum des Landesmuseums Württemberg. Es bietet einen umfangreichen Überblick der Verkehrsentwicklung der letzten zweihundert Jahre.

## Der Rittersaal als Opernbühne
Nachdem bekannt wurde, dass bereits im Mittelalter verschiedene Minnesänger auf dem Schloss gesungen haben, dient der Ort seit 1964 wieder kulturellen Zwecken.
In der Ruine des Rittersaals von Schloss Hellenstein finden jährlich die Open-Air-Aufführungen der Opernfestspiele Heidenheim statt und im Anschluss das Jugendmusical Projekt JuMP, welches seit 1998 besteht. Sie entstanden aus den früheren Schlossserenaden. Zu diesen Anlässen werden Führungen durch die Stadt und das Schloss angeboten.

## Sendeanlage des Südwestrundfunks

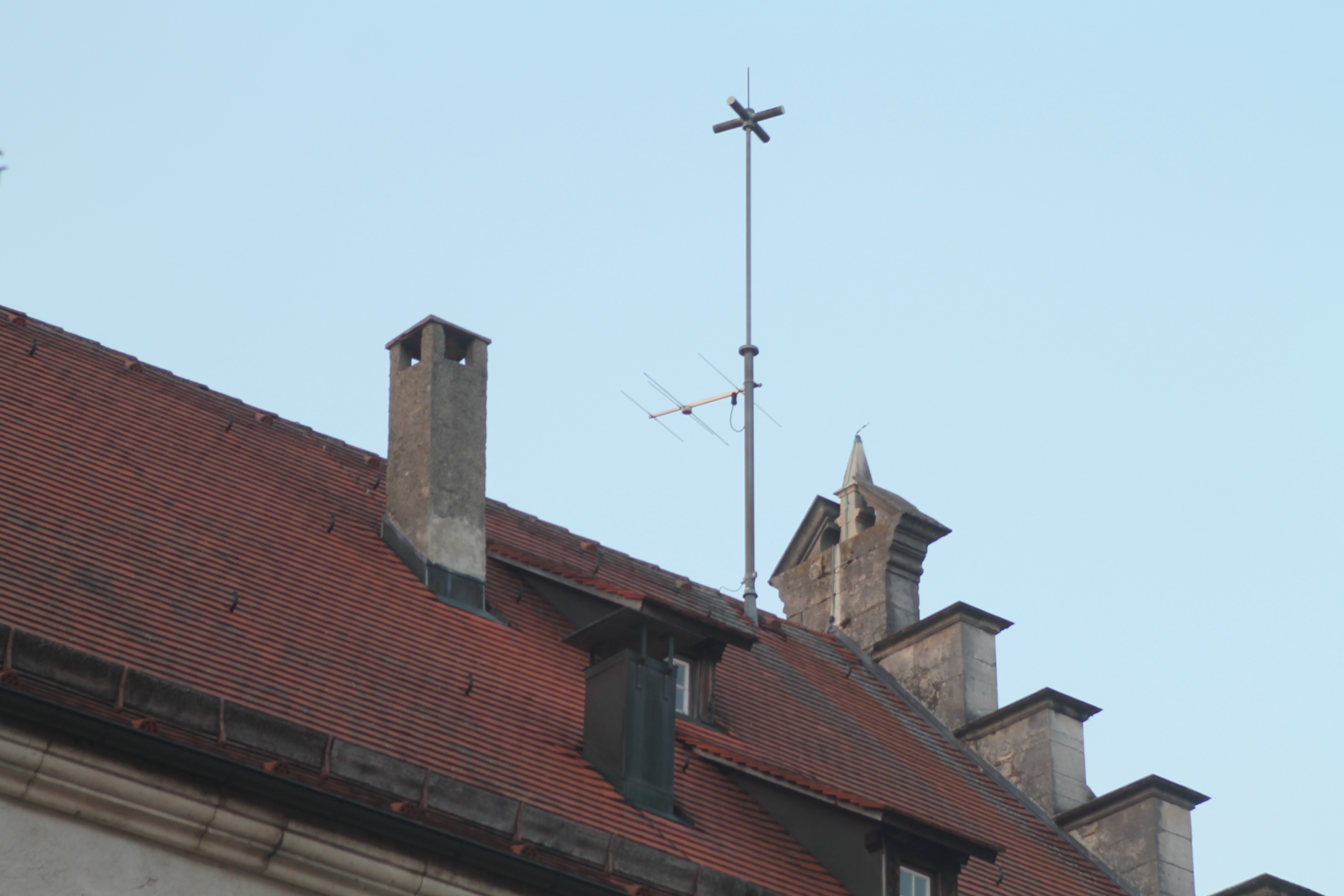
Sendeantenne auf dem Dach von Schloss Hellenstein. Die kreuzförmige Antenne wurde bis zur Einführung von DVB-T für einen Fernsehumsetzer verwendet, die darunter befindliche Yagi-Antenne benutzen die UKW-Hörfunksender

Auf Schloss Hellenstein befindet sich eine Sendeanlage des Südwestrundfunks. Über diese werden die folgenden Programme abgestrahlt:
| Programm                                | Frequenz (MHz) | RDS PS   | RDS PI | ERP (kW) |
| --------------------------------------- | -------------- | -------- | ------ | -------- |
| SWR1 Baden-Württemberg                  | 87,6           | SWR1_BW_ | D301   | 0,01     |
| SWR4 Baden-Württemberg – Schwaben Radio | 89,8           | SWR4_UL_ | DE04   | 0,01     |
| SWR3 – Reg. Württemberg                 | 97,6           | __SWR3__ | D3A3   | 0,01     |
| SWR Kultur – Reg. Baden-Württemberg     | 99,1           | SWR_Kult | D3A2   | 0,01     |

Bis November 1993 wurde auf Schloss Hellenstein ein Mittelwellensender auf der Frequenz 1413 kHz mit 100 Watt Sendeleistung betrieben. Als Sendeantenne diente eine über den Hof des Schlosses gespannte Langdrahtantenne.

## Bilder

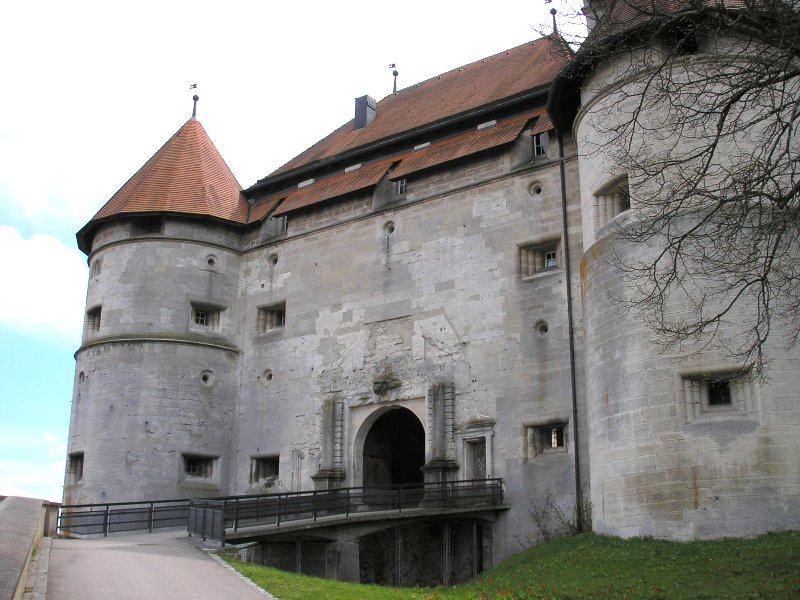
Haupttor im Norden
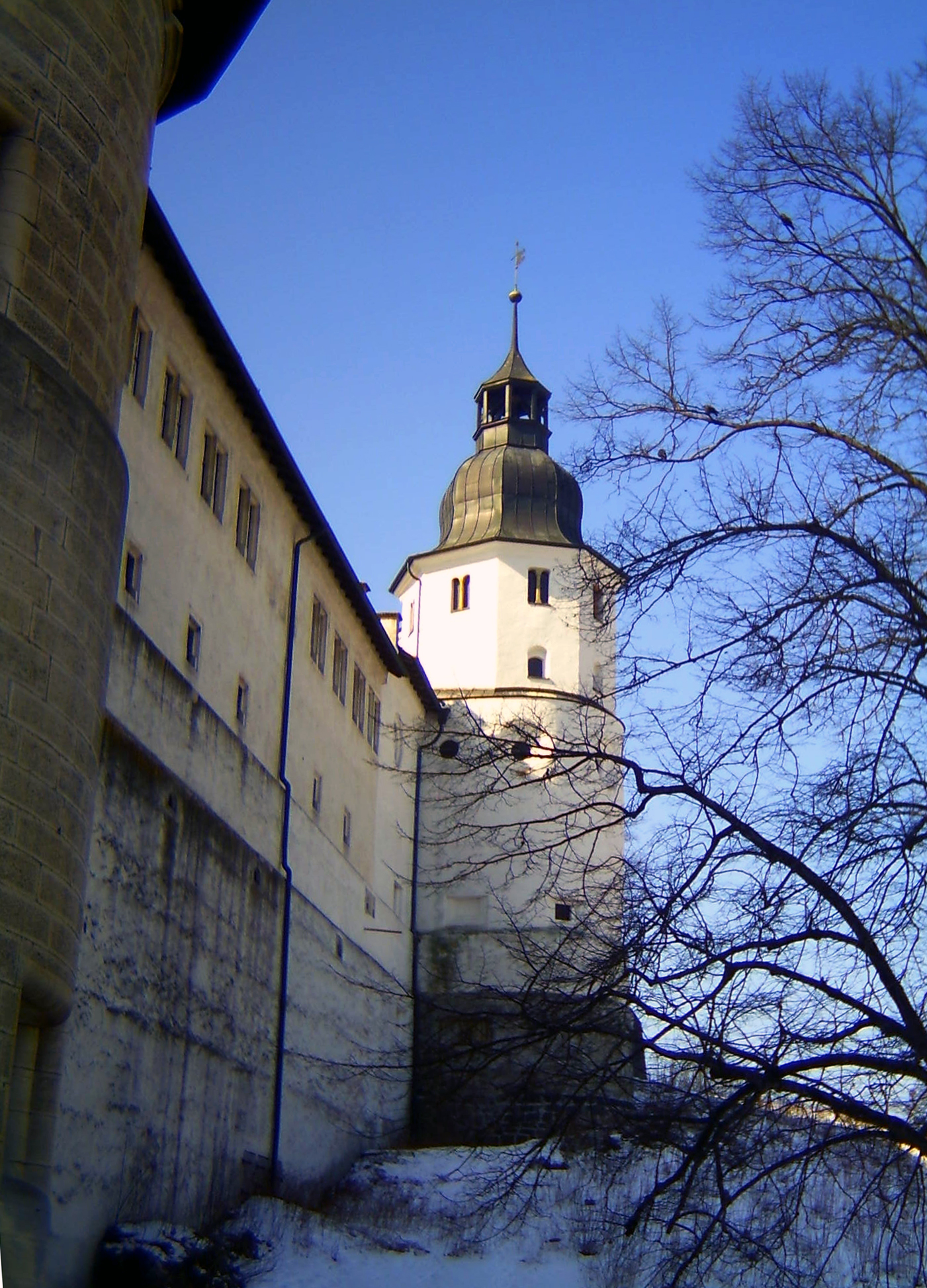
Schloss Hellenstein im Winter 2006, Nordseite, der Trakt, in dem das Heimatmuseum untergebracht ist
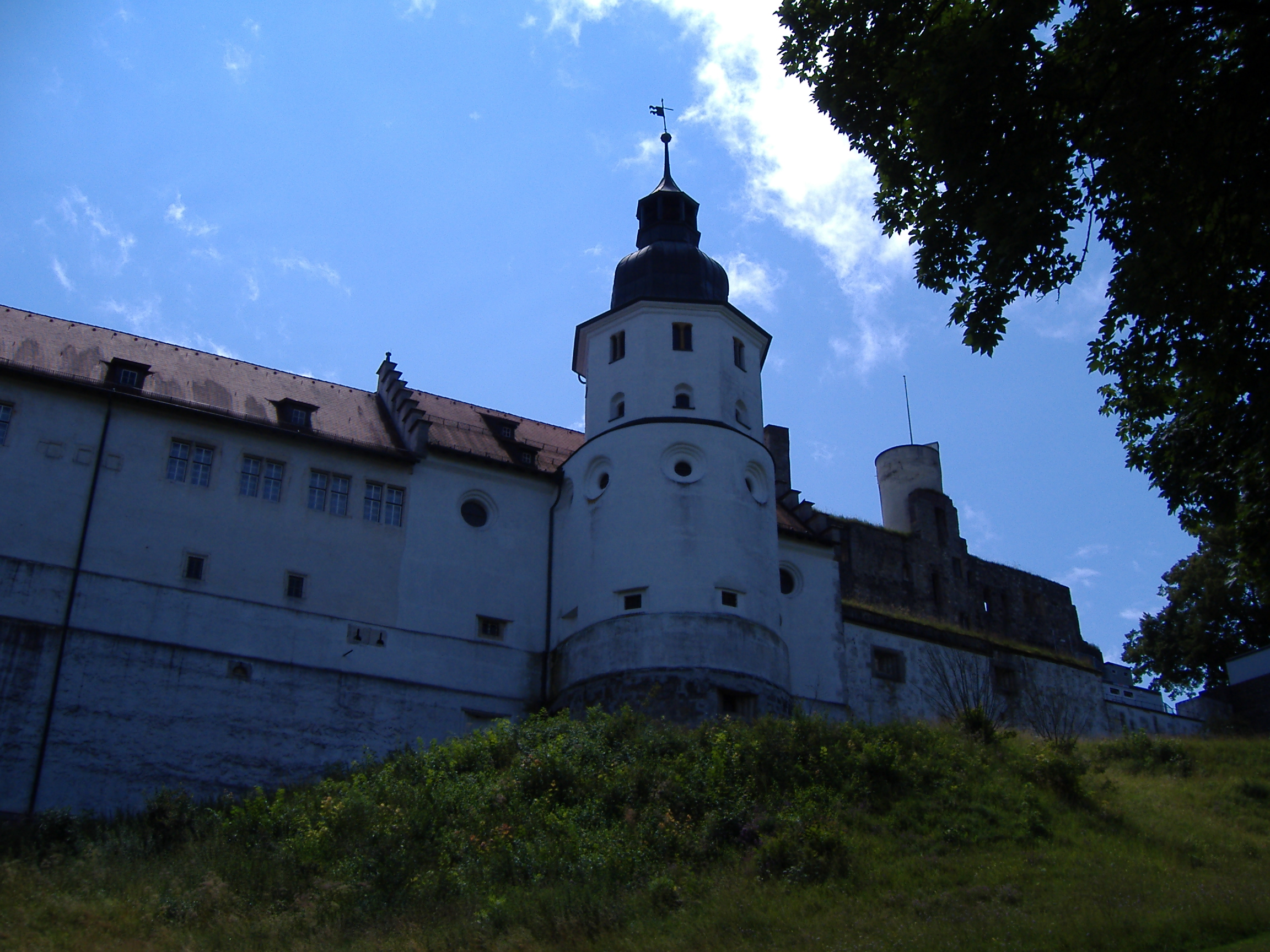
Nordseite des Schlosses mit Turm der Schlosskirche
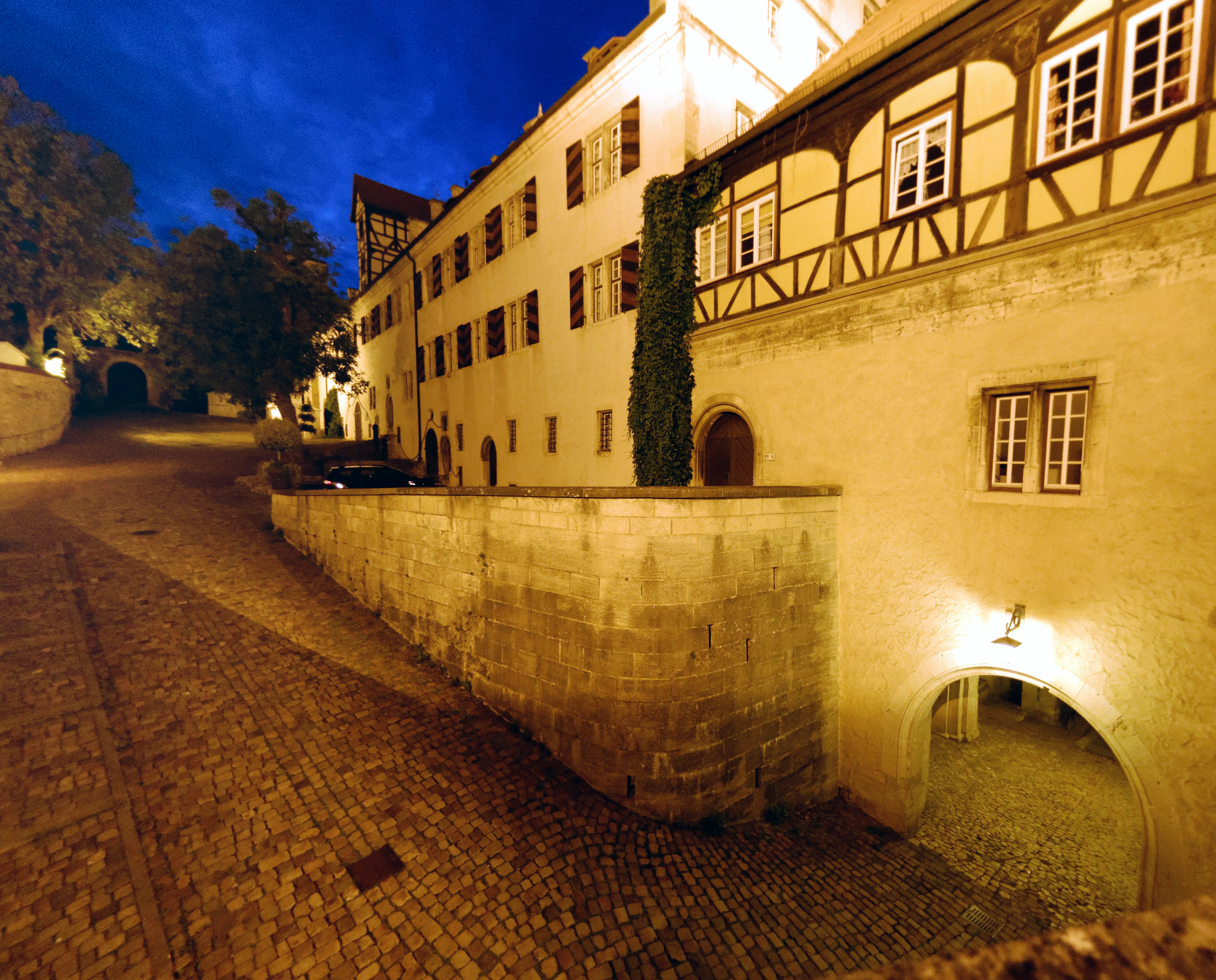
Innenhof des Schlosses
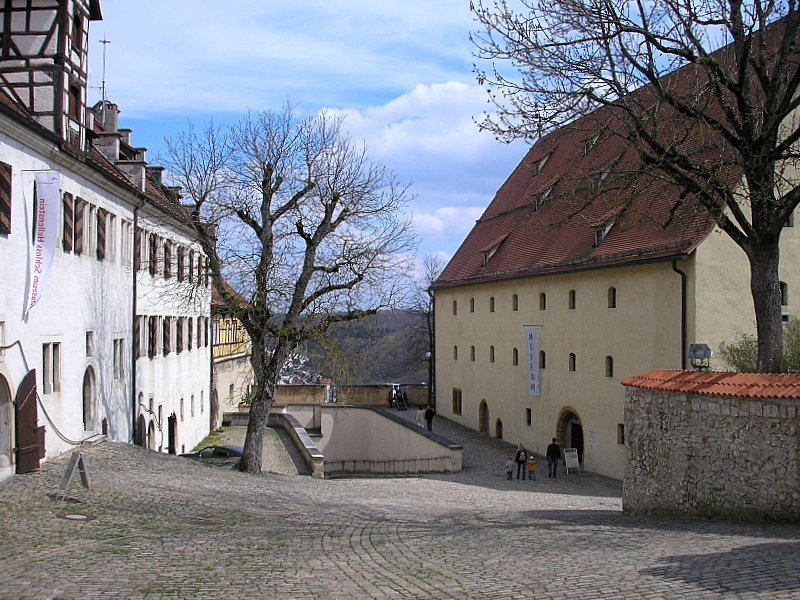
Innenhof nach Osten mit Fruchtkasten (rechts), dort ist das Landesmuseum untergebracht
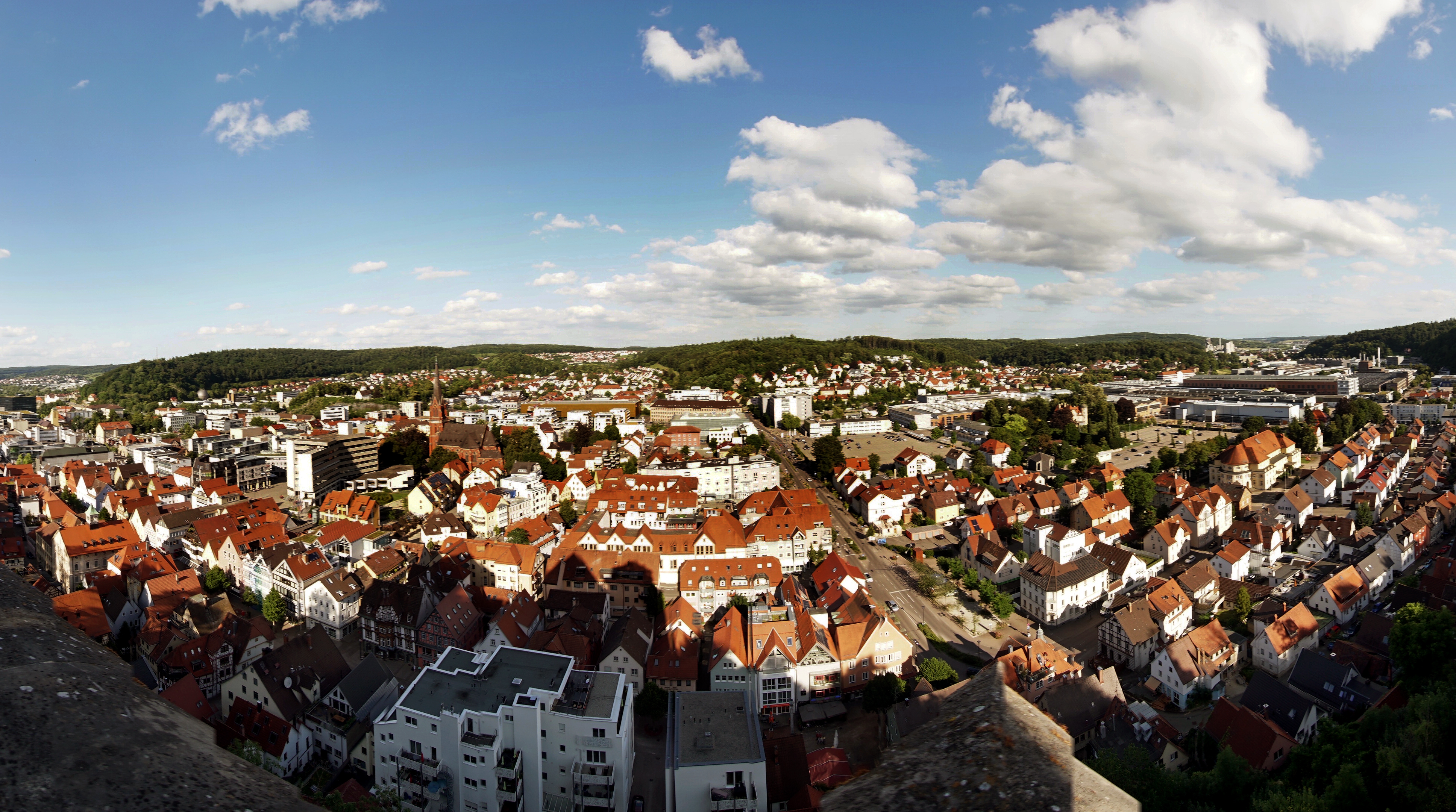
Panoramablick vom Schloss auf Heidenheim.
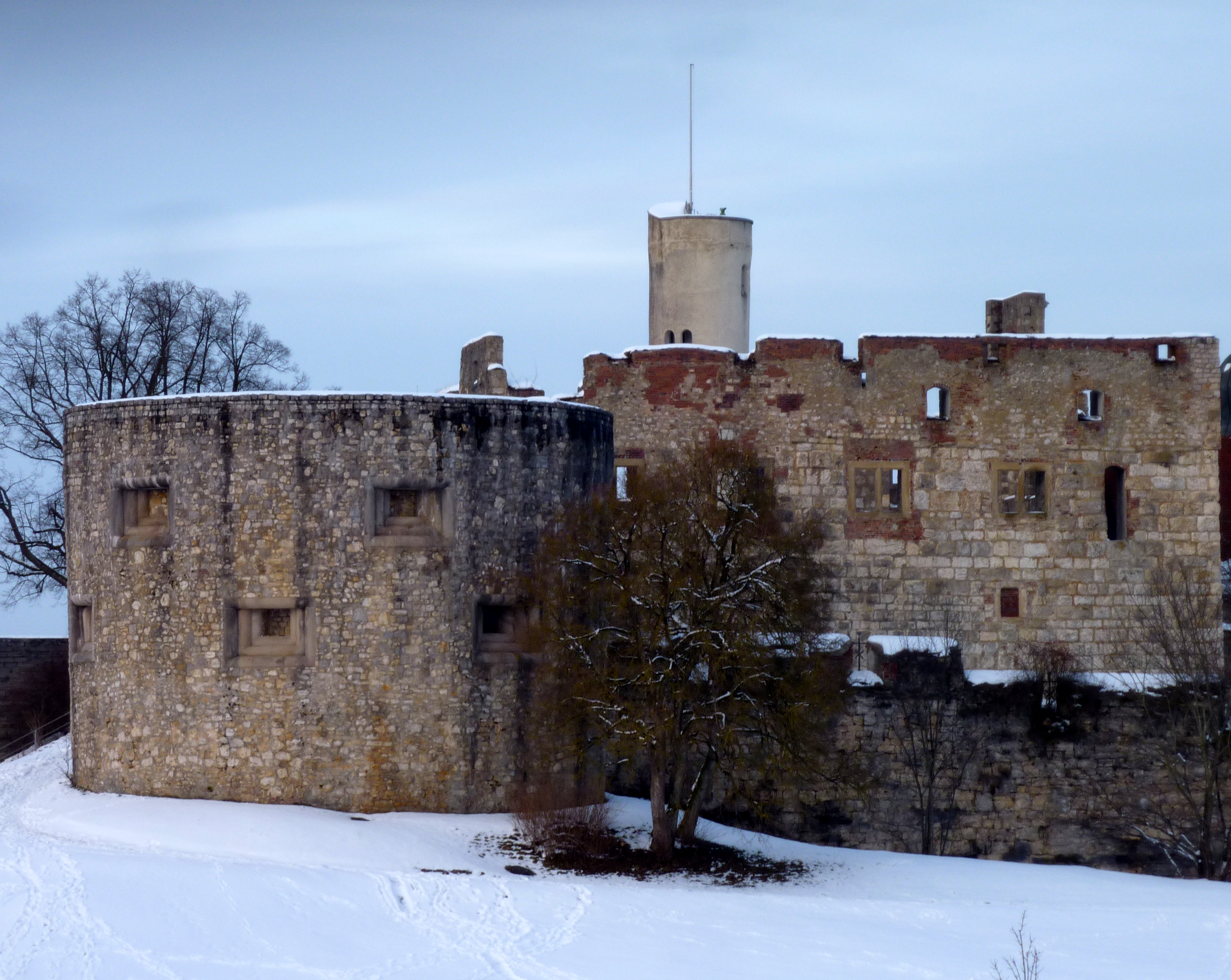
Runder Südwestturm und stauferzeitliche Kernburg
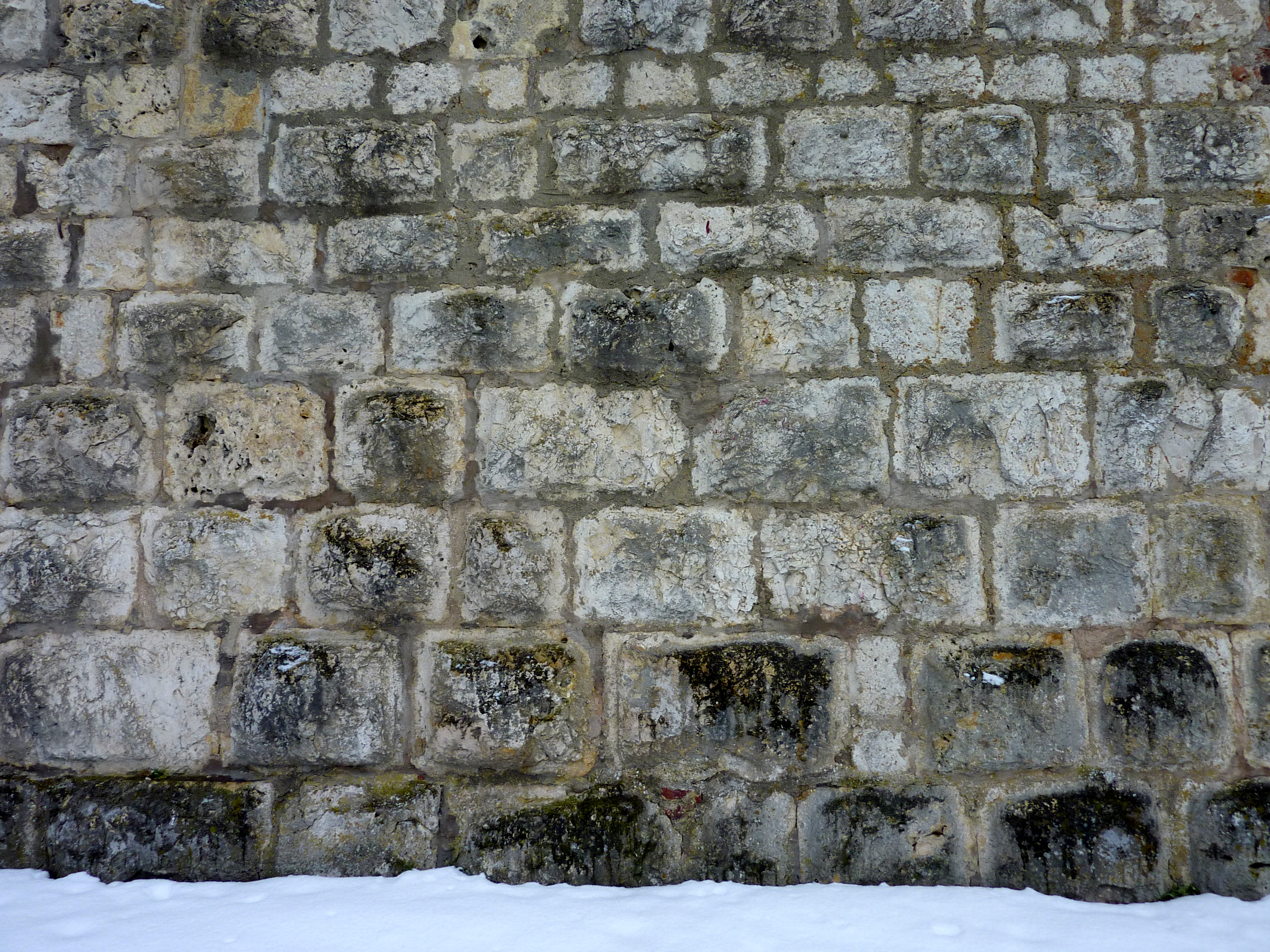
Buckelquader an der Westmauer der Kernburg
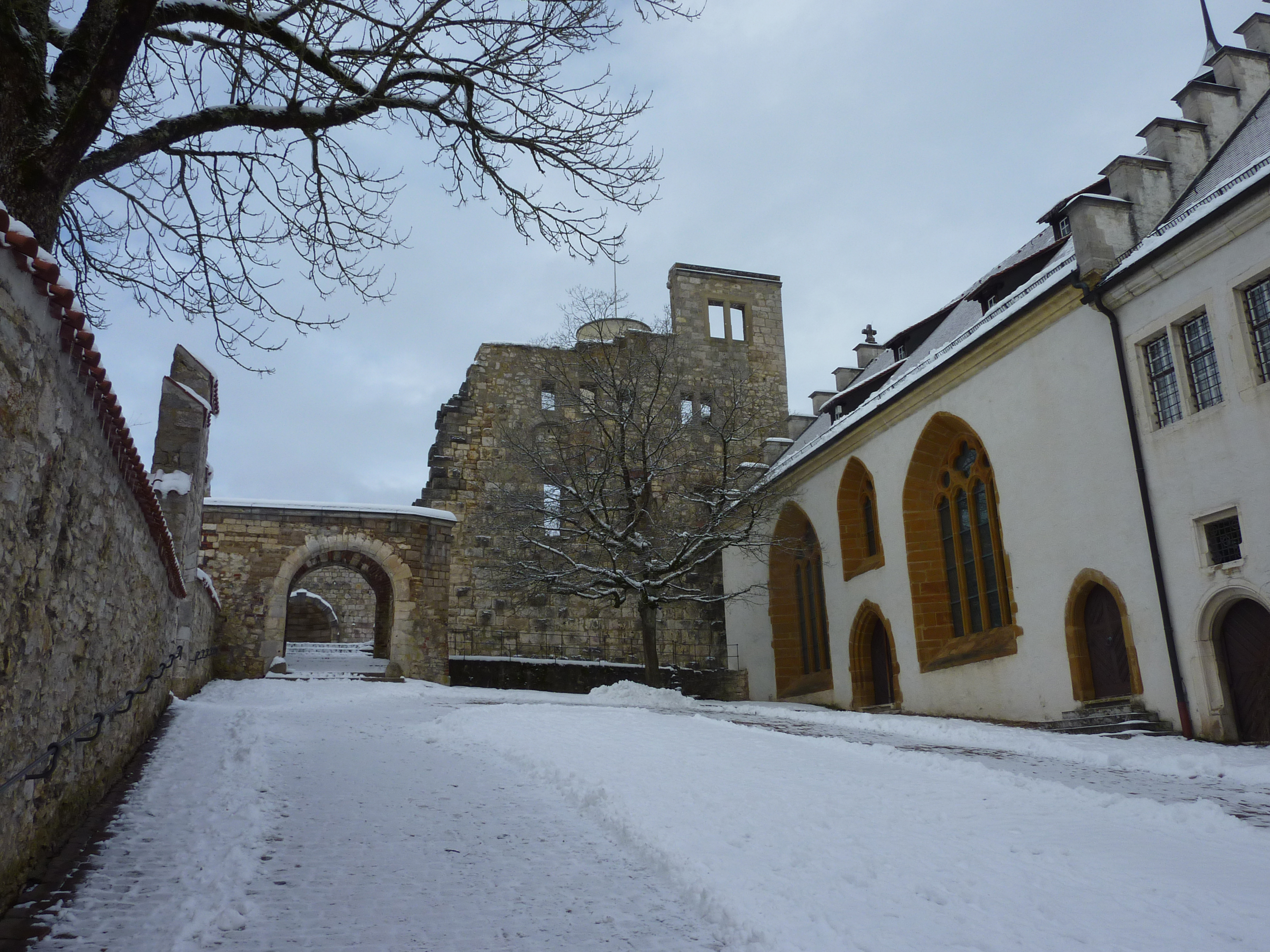
Innenhof mit Kernburg und Schlosskirche (rechts)
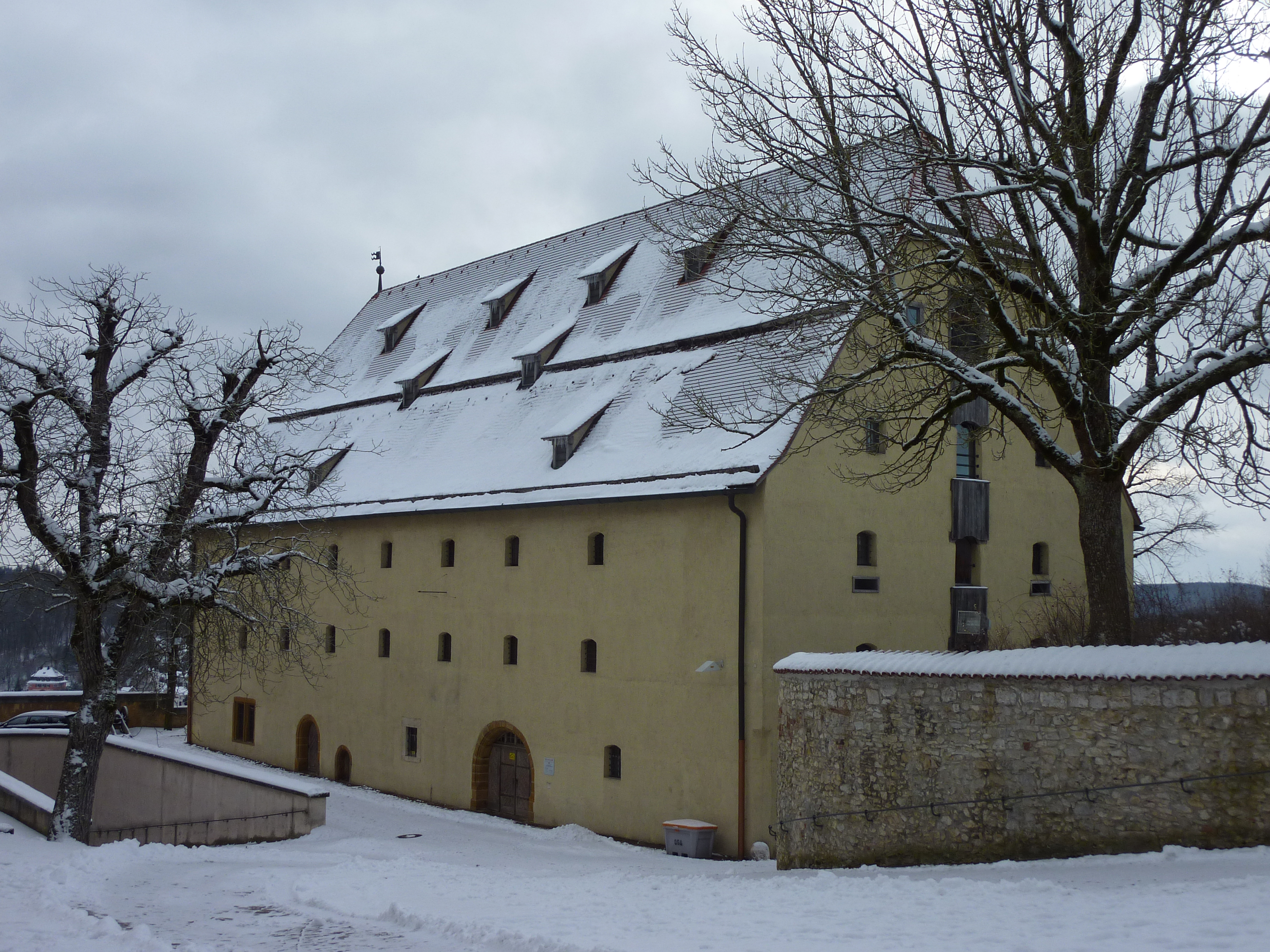
Fruchtkasten (1470)
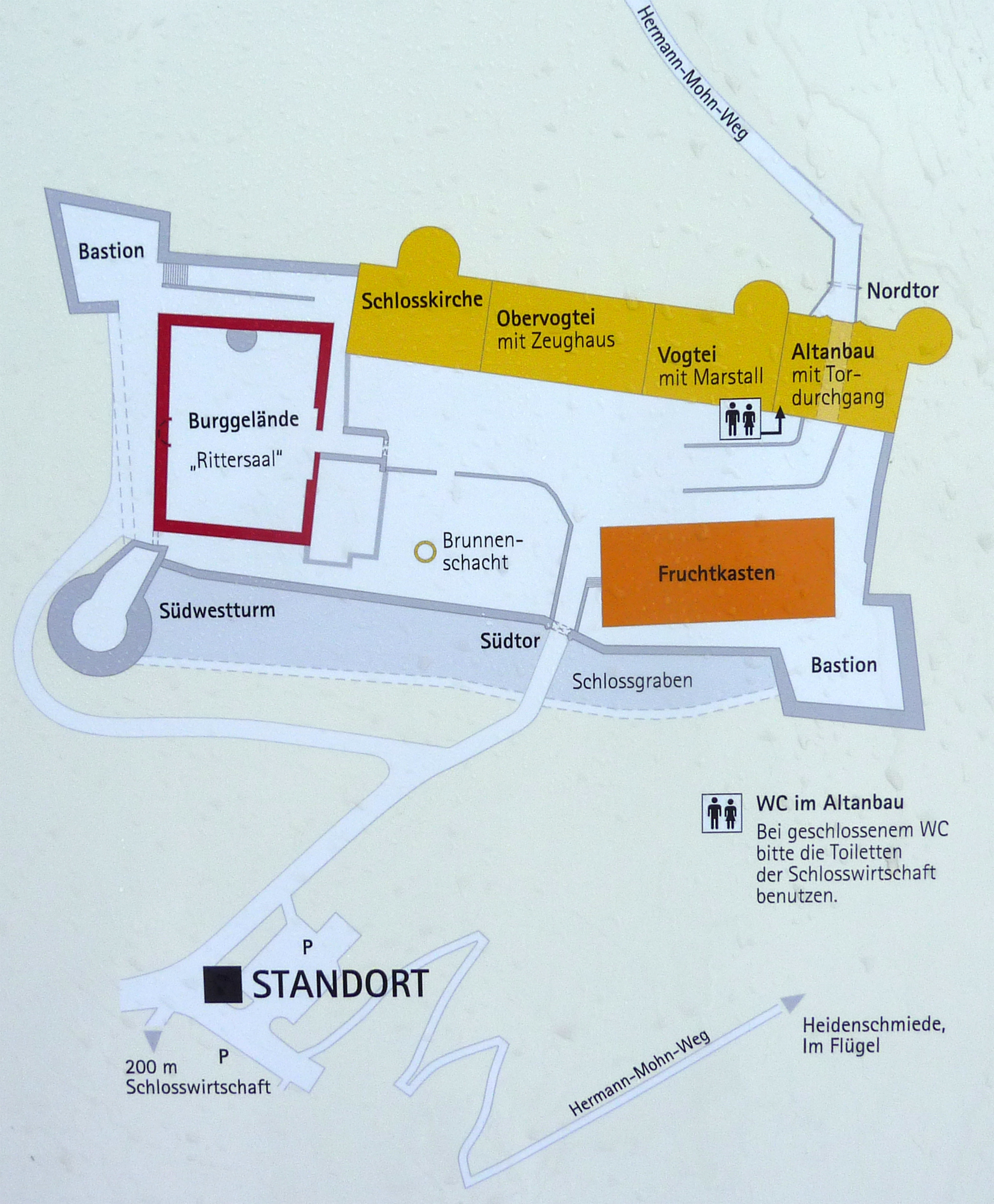
Grundriss
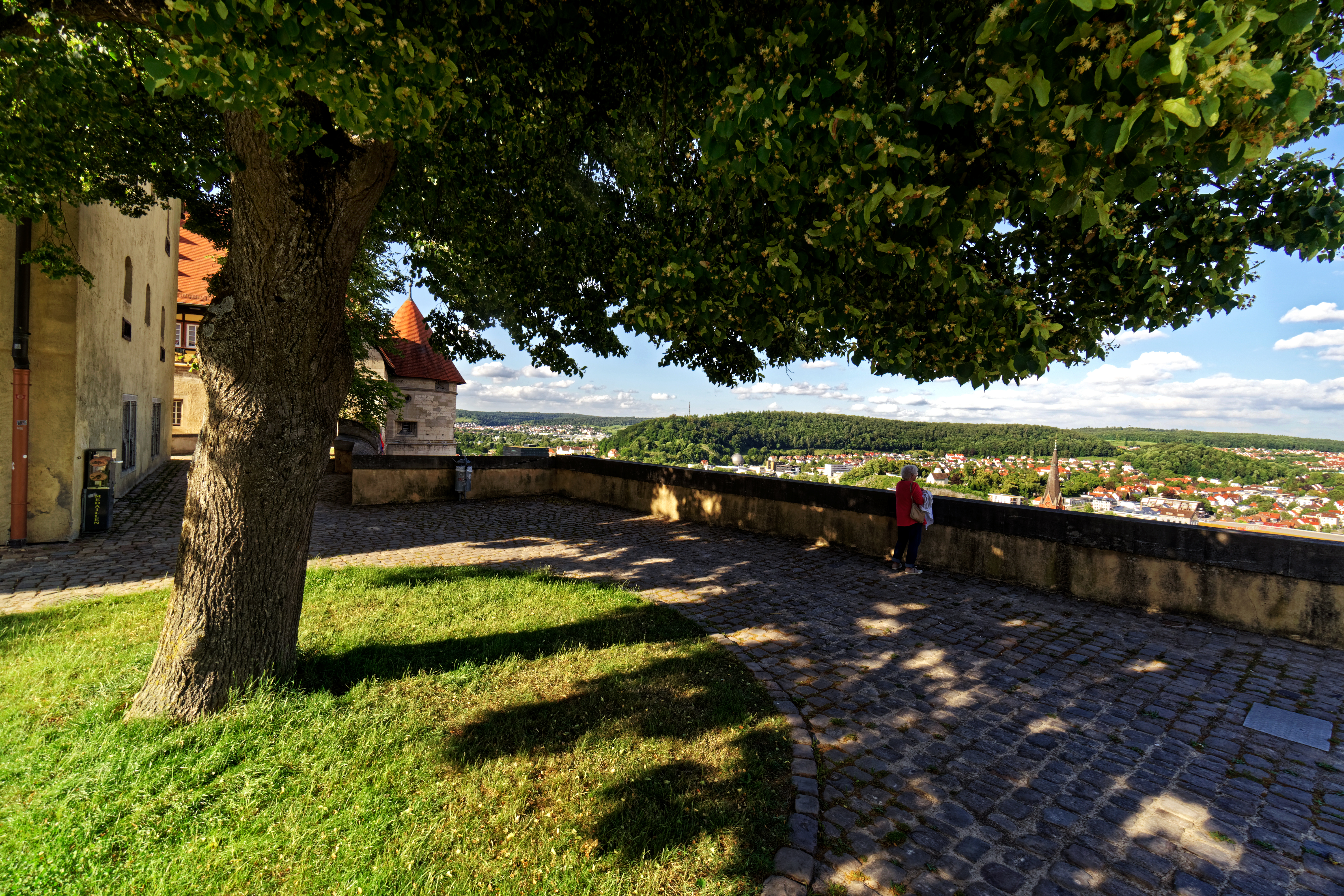
Unter der Linde, Blick auf Heidenheim.
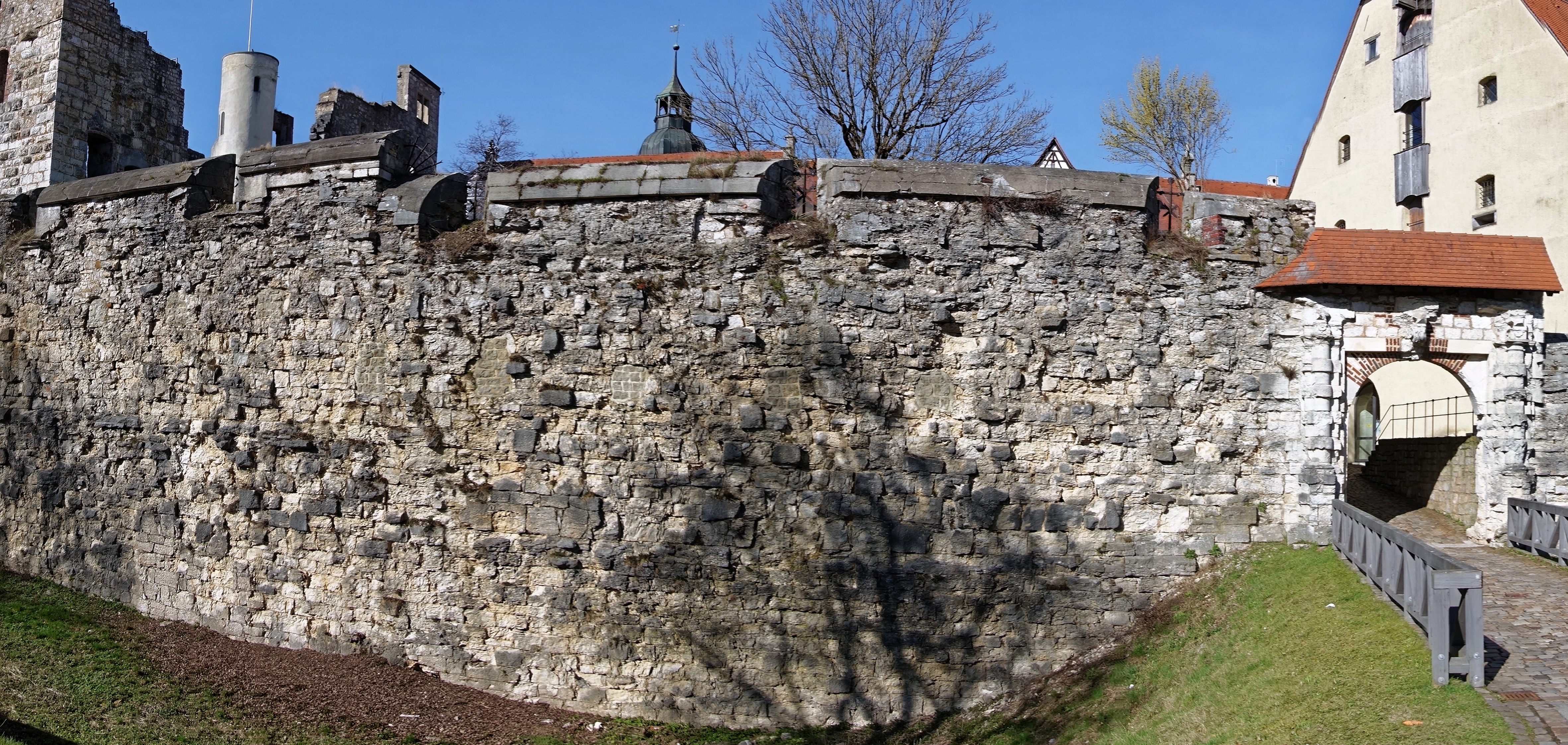
Mauer und Tor auf der Südseite.
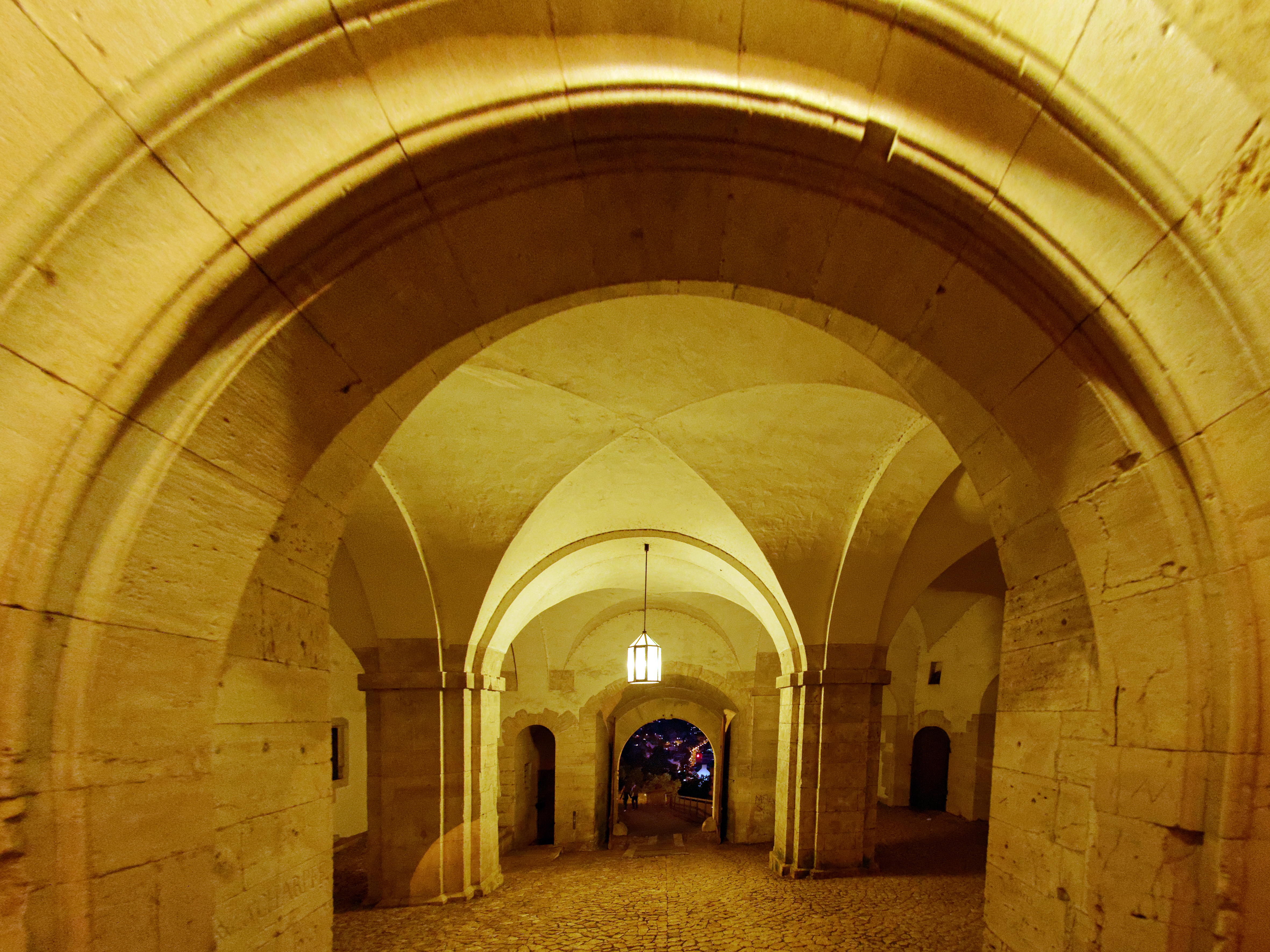
Das Torhaus am Abend.
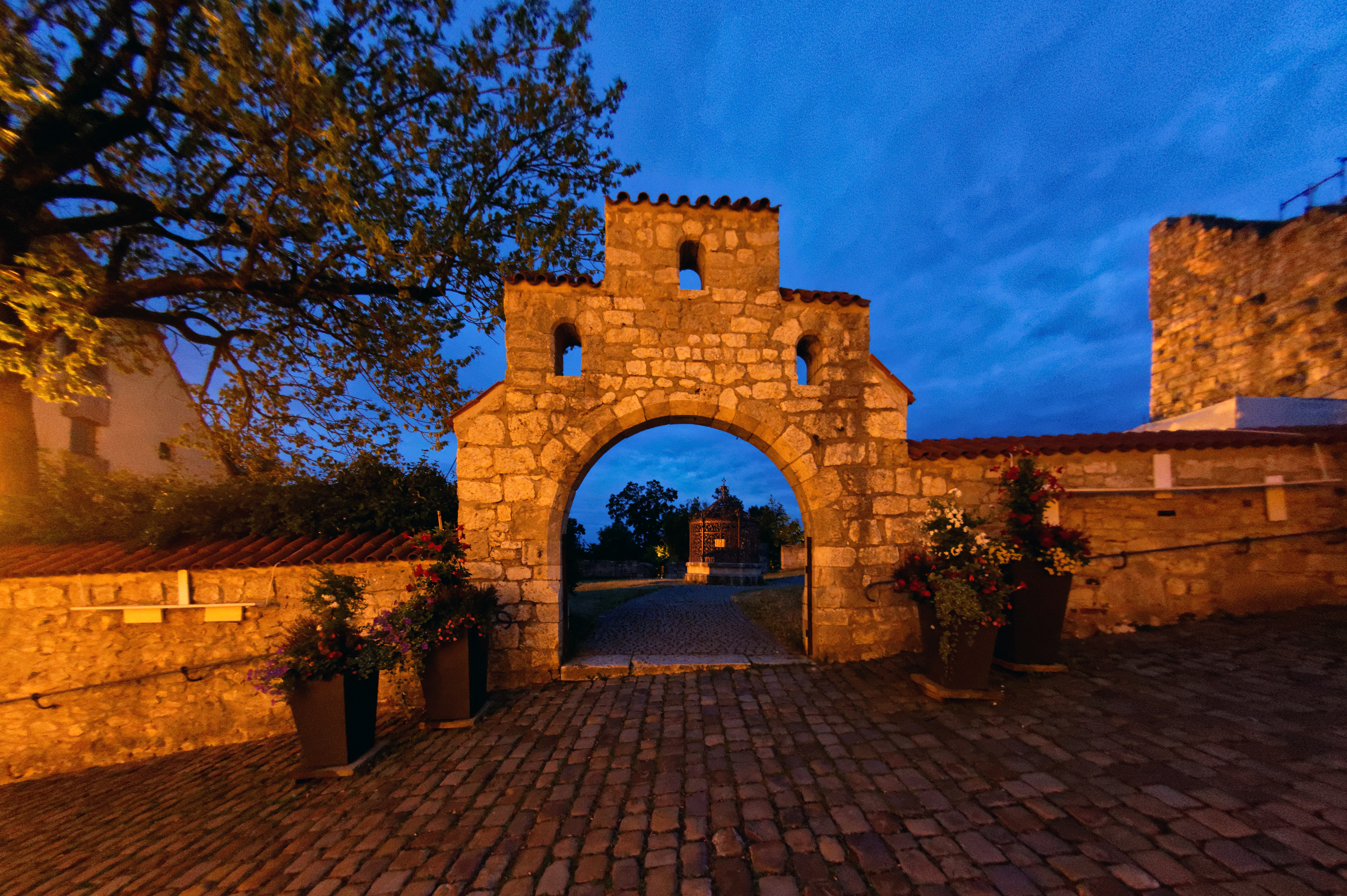
Das Brunnengärtle am Abend.
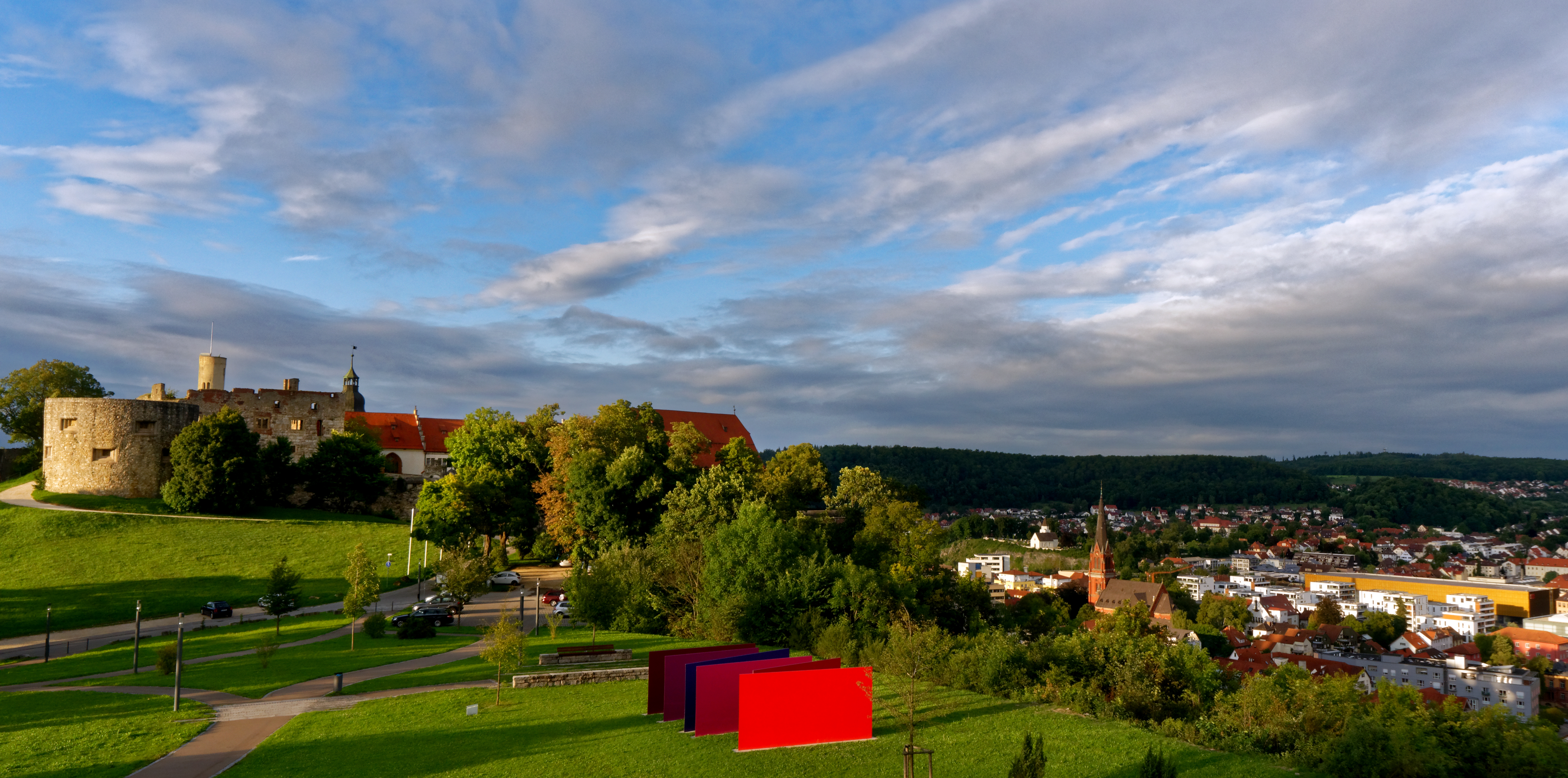
Abendstimmung auf dem Schlossberg.